# Cantorova–Heineova věta
V matematice Cantorova–Heineova věta, pojmenována po Georgu Cantorovi a Eduardovi Heineovi, říká, že pokud M je kompaktní metrický prostor, potom každá spojitá funkce
f : M → N,
kde N je metrický prostor, je stejnoměrně spojitá.
Například, pokud f : [a,b] → R je spojitá funkce, pak je taktéž stejnoměrně spojitá.

## Důkaz
Předpokládejme, že f je spojitá na kompaktním metrickém prostoru M, avšak není stejnoměrně spojitá. Potom negace výroku
{\displaystyle \forall \varepsilon >0\quad \exists \delta >0} takové, že {\displaystyle d(x,y)<\delta \Rightarrow \rho (f(x),f(y))<\varepsilon } pro každé x, y z M
je:
{\displaystyle \exists \varepsilon _{0}>0} takové, že {\displaystyle \forall \delta >0,\ \exists x,y\in M} tak, že {\displaystyle \ d(x,y)<\delta } a {\displaystyle \rho (f(x),f(y))\geq \varepsilon _{0}}.
kde d a {\displaystyle \rho } jsou metriky metrických prostorů M, respektive N.
Zvolme dvě posloupnosti xn a yn takové, že
{\displaystyle d(x_{n},y_{n})<{\frac {1}{n}}} a {\displaystyle \rho (f(x_{n}),f(y_{n}))\geq \varepsilon _{0}}.
Protože M je kompaktní, pak z nich lze vybrat konvergentní podposloupnosti ({\displaystyle x_{n_{k}}} konvergující k x0 a {\displaystyle y_{n_{k}}} k y0), takové, že
{\displaystyle d(x_{n_{k}},y_{n_{k}})<{\frac {1}{n_{k}}}\Rightarrow \rho (f(x_{n_{k}}),f(y_{n_{k}}))\geq \varepsilon _{0}}
ale protože f je spojitá a {\displaystyle x_{n_{k}}} a {\displaystyle y_{n_{k}}} konvergují ke stejnému bodu, je poslední důsledek nemožný. Proto musí být nepravdivý předpoklad nestejnoměrnosté spojitosti.